# Comitè de l'Estat de Meitei
El Comitè de l'Estat de Meitei fou un moviment polític i militar format a Manipur el 1953 per Wangkhei Tomba Singh. Demanava la independència de l'estat sota hegemonia dels meitei (ètnia majoritària, les altres principals són els naga i els kuki) i va iniciar la lluita armada, però fou reprimit amb pocs mesos. En 1966 va refer el grup amb antics militants comunistes i va participar en algunes accions conjuntes amb altres grups naga fins que fou dissolt en 1969.